# 許光達
許 光達（きょ こうたつ）は、中華人民共和国の軍人。中国人民解放軍の装甲兵大将。本名は、許徳華。
人民解放軍の装甲部隊の創設者。

## 略歴
1925年5月、長沙師範学校在籍時に中国共産主義青年団に加入。同年9月、中国共産党に入党。1926年春、黄埔軍官学校に入校。1927年7月、国民革命軍第4軍砲兵営（大隊）の見習排（小隊）長。8月、江西寧都において、南昌起義部隊に加わり、排長、連（中隊）長代理を務め、会昌と三河壩等の戦闘に参加した。
1929年10月、中共中央により洪湖革命根据地に派遣。1930年2月、中国工農紅軍第6軍の創設に参加し、軍参謀長、第17師政治委員、師長等を歴任した。洪湖を中心とする湘鄂西蘇区を開拓し、反「囲剿」作戦に参加した。1932年春、重傷を負い、ソ連で治療を受けた。在ソ期間、国際レーニン学校と東方勤労者共産大学で学んだ。
日中戦争勃発後に帰国し、抗日軍政大学訓練部部長、教育長、第三分校校長を歴任し、軍政幹部を教育した。1941年1月、中共中央革命軍事委員会参謀部部長に任命され、延安交通司令、防空司令、衛戍司令を兼任した。その後、八路軍第120師独立第2旅旅長兼晋綏軍区第2軍分区司令員となり、五寨、神池、保徳、偏関一帯で、遊撃戦を展開し、抗日根据地を拡大した。
国共内戦初期、晋綏軍区第3縦隊司令員を務める。1947年8月、第3縦隊を率いて黄河を渡河し、西北野戦軍（後の第1野戦軍）に編入され、沙家店、延（川）清（潤）、宜川等の戦役に参加した。1949年1月、軍長、7月、第2兵団司令員に任命され、胡宗南部隊主力を撃滅した扶眉戦役中、敵後方を迂回して退路を遮断し、戦役の勝利に貢献した。引き続き西進し、蘭州南山の敵陣地を攻略し、黄河大橋を占領し、第19兵団と共に敵守備隊を撃滅して、蘭州を解放した。
中華人民共和国建国後、装甲兵創設の命を受け、1950年6月、装甲兵司令員に任命された。許光達は、「技術なければ、装甲部隊なし」として、軍事技術を重視し、坦克（戦車）学校校長と装甲兵学院院長を兼任した。1955年9月、大将の階級を授与される。1956年、中共第8回中央委員に選出。1959年9月、国防部副部長。
文化大革命中に迫害され、1969年6月3日、北京で死去した。

## 著書
- 「戦術発展の基本要素」（1939年）
- 「新戦術論」（1940年）
- 「許光達装甲兵建設論」（1985年）